# Sanssac-l'Église
Sanssac-l'Église é uma comuna francesa na região administrativa de Auvérnia-Ródano-Alpes, no departamento de Alto Loire. Estende-se por uma área de 15,22 km². Em 2010 a comuna tinha 1 138 habitantes (densidade: 74,8 hab./km²).